# Maka Gyula (zenész)
Maka Gyula (Tápiószecső, 1945. április 13. – Budapest, 2014. október 25.) nagybőgőművész.

## Pályája
Zenész családból származik, édesapja, Maka Béla is muzsikus volt. 13 évesen kezdett el nagybőgőzni, 1960 és 1967 között a Rajkó zenekar tagja.  1967-től 2005-ös nyugdíjba vonulásáig a Magyar Állami Népi Együttes kísérőzenekarában zenélt. 2007-ben az együttes örökös tagjává választották.
A 100 Tagú Cigányzenekar alapító tagja, a nagybőgőszólam vezető bőgőse, a zenekar elnökségének tagja.
Nős, két fia szintén a zenei pályát választotta; ifj. Maka Gyula nagybőgős, a 100 Tagú Cigányzenekar tagja, Maka Attila trombitaművész, a Fővárosi Nagycirkusz zenekarának vezetője.

## Kitüntetései
- Magyar Köztársasági Bronz Érdemkereszt (1995)
- Magyar Köztársasági Ezüst Érdemkereszt (A 100 Tagú Cigányzenekar szólamvezetői tevékenysége elismeréseként, 2005)

## Külső hivatkozások
- A 100 Tagú Cigányzenekar honlapja
- Maka Gyula fotója a zenekar weblapján